# Hidden Lake, Alberta
Hidden Lake är en sjö i Kanada.   Den ligger i provinsen Alberta, i den centrala delen av landet, 3 000 km väster om huvudstaden Ottawa. Hidden Lake ligger 2 296 meter över havet.
Trakten runt Hidden Lake består i huvudsak av gräsmarker. Trakten runt Hidden Lake är nära nog obefolkad, med mindre än två invånare per kvadratkilometer.